# Cappelle-la-Grande
Cappelle-la-Grande (Kapelle - de Groote (vls)) est une commune française située dans le département du Nord, en région Hauts-de-France.

## Géographie

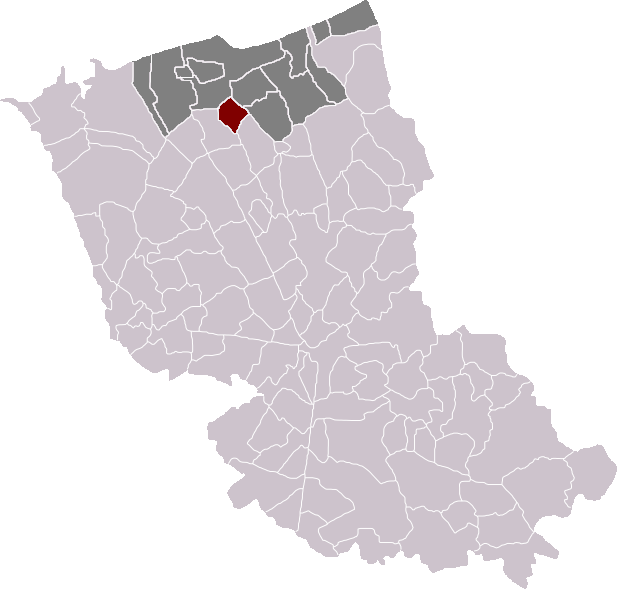
Cappelle-la-Grande dans son canton et son arrondissement.

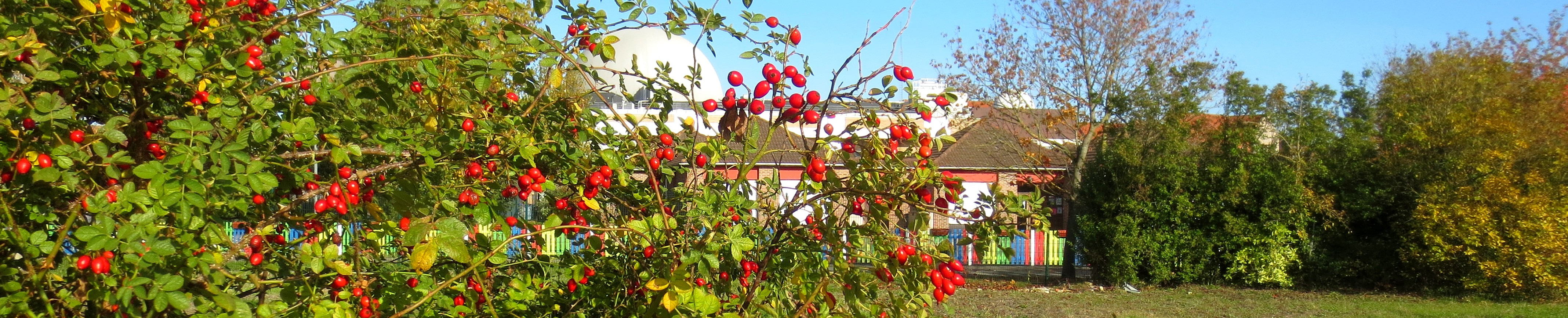
Vue panoramique de Cappelle-la-Grande.

### Communes limitrophes
| Dunkerque       |                    | Coudekerque-Branche          |
|                 | Cappelle-la-Grande | Téteghem-Coudekerque-Village |
| Armbouts-Cappel |                    | Bierne                       |

### Voies de communication et transports
Cappelle-la-Grande est desservie par les lignes C6 et 15 du réseau DK'Bus, ainsi que par la ligne de soirée N2.

### Hydrographie

#### Réseau hydrographique
La commune est située dans le bassin Artois-Picardie. Elle est drainée par le canal de Bourbourg, le canal de Bergues, le Langhegracht, la Reep Dyk, le Coe Dyk et divers autres petits cours d'eau,.
Le canal de Bourbourg relie l'Aa à l'ouest de Bourbourg aux ports intérieurs de Dunkerque. 
La Langhegracht, d'une longueur de 14 km, prend sa source dans la commune de Looberghe et se jette  dans le Canal de Bergues à Téteghem-Coudekerque-Village, après avoir traversé sept communes. 

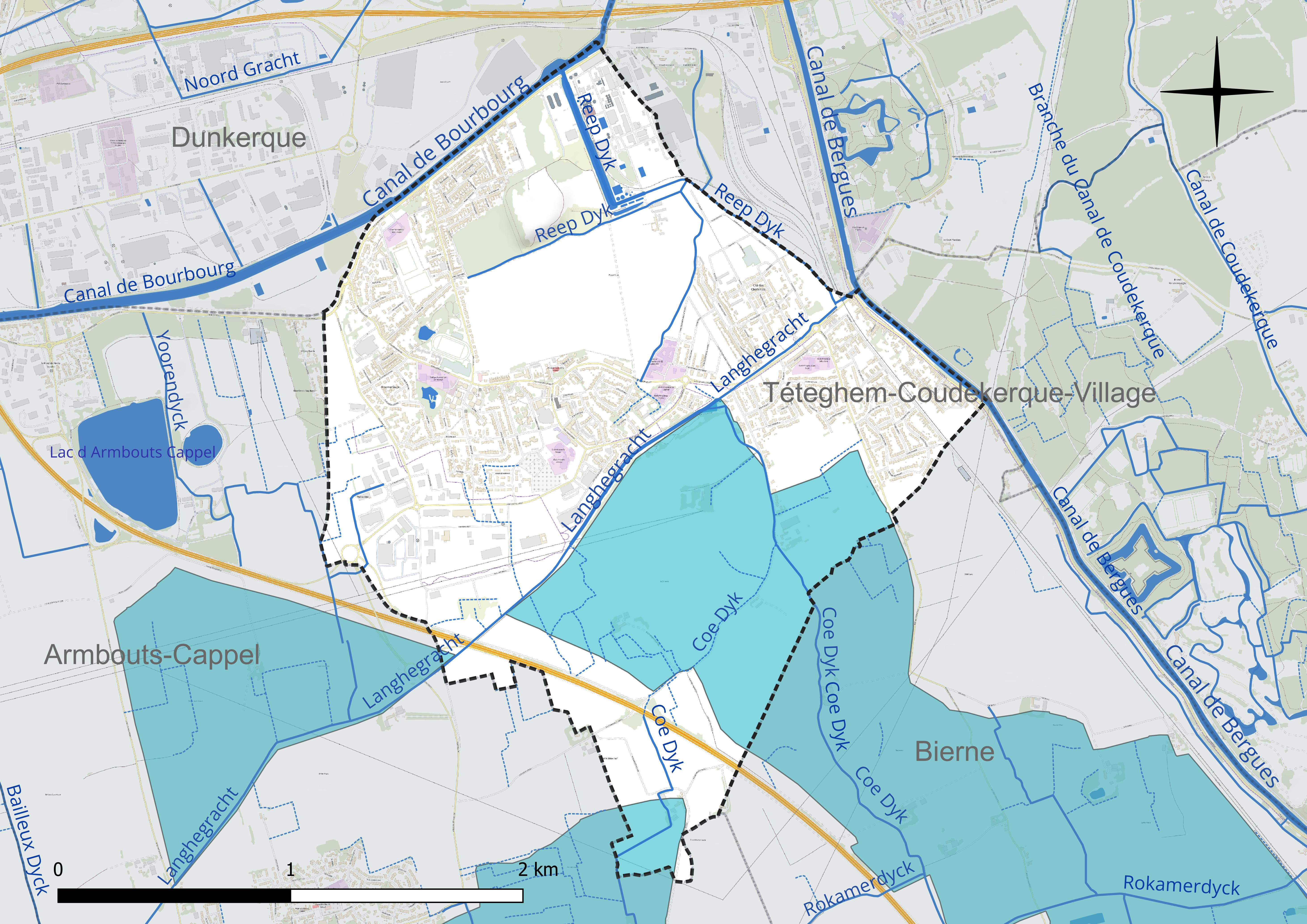
Réseau hydrographique de Cappelle-la-Grande.

#### Gestion et qualité des eaux
Le territoire communal est couvert par le schéma d'aménagement et de gestion des eaux (SAGE) « Delta de l'Aa ». Ce document de planification concerne un territoire de 1 208 km2 de superficie, délimité par le bassin versant de l'Aa. Le périmètre a été arrêté le 18 août 2000 et le SAGE proprement dit a été approuvé le 15 mars 2010. La structure porteuse de l'élaboration et de la mise en œuvre est l'Institution intercommunale des Wateringues. 
La qualité des cours d'eau peut être consultée sur un site dédié géré par les agences de l'eau et l'Agence française pour la biodiversité. 

### Climat
Pour des articles plus généraux, voir Climat des Hauts-de-France et Climat du Nord.
En 2010, le climat de la commune est de type climat océanique altéré, selon une étude du CNRS s'appuyant sur une série de données couvrant la période 1971-2000. En 2020, Météo-France publie une typologie des climats de la France métropolitaine dans laquelle la commune est exposée à un climat océanique et est dans la région climatique  Côtes de la Manche orientale, caractérisée par un faible ensoleillement (1 550 h/an) ; forte humidité de l'air (plus de 20 h/jour avec humidité relative > 80 % en hiver), vents forts fréquents. 
Pour la période 1971-2000, la température annuelle moyenne est de 10,7 °C, avec une amplitude thermique annuelle de 13,7 °C. Le cumul annuel moyen de précipitations est de 706 mm, avec 12,2 jours de précipitations en janvier et 7,9 jours en juillet. Pour la période 1991-2020, la température moyenne annuelle observée sur la station météorologique la plus proche, située sur la commune de Dunkerque à 5 km à vol d'oiseau, est de 11,7 °C et le cumul annuel moyen de précipitations est de 690,8 mm,. Pour l'avenir, les paramètres climatiques de la commune estimés pour 2050 selon différents scénarios d'émission de gaz à effet de serre sont consultables sur un site dédié publié par Météo-France en novembre 2022.
| Mois                                  | jan.             | fév.             | mars             | avril         | mai             | juin          | jui.           | août          | sep.          | oct.          | nov.            | déc.          | année      |
| ------------------------------------- | ---------------- | ---------------- | ---------------- | ------------- | --------------- | ------------- | -------------- | ------------- | ------------- | ------------- | --------------- | ------------- | ---------- |
| Température minimale moyenne (°C)     | 1,3              | 1,5              | 3,3              | 5,3           | 8,6             | 11,4          | 13,4           | 13,2          | 10,7          | 7,7           | 4,4             | 2             | 6,9        |
| Température moyenne (°C)              | 3,8              | 4,5              | 7,3              | 10,4          | 13,8            | 16,7          | 18,8           | 18,7          | 15,6          | 11,6          | 7,3             | 4,4           | 11,1       |
| Température maximale moyenne (°C)     | 6,4              | 7,5              | 11,3             | 15,5          | 18,9            | 22            | 24,3           | 24,3          | 20,6          | 15,5          | 10,1            | 6,8           | 15,3       |
| Record de froid (°C) date du record   | −19,5 14.01.1982 | −13,5 07.02.1991 | −10,5 07.03.1971 | −4,1 11.04.03 | −1,3 05.05.1996 | −3 02.06.1962 | 3,5 01.07.1984 | 5 28.08.1978  | 2 25.09.1979  | −4,4 24.10.03 | −8,3 26.11.1989 | −13 18.12.10  | −19,5 1982 |
| Record de chaleur (°C) date du record | 15,4 18.01.07    | 18,8 26.02.19    | 23 29.03.1968    | 28,2 15.04.07 | 31,3 12.05.1998 | 35,8 27.06.11 | 41,9 25.07.19  | 37,4 10.08.03 | 34,8 15.09.20 | 29,2 01.10.11 | 20,7 12.11.1995 | 15,6 07.12.00 | 41,9 2019  |
| Précipitations (mm)                   | 59,5             | 49,9             | 52,6             | 41,4          | 57              | 65,7          | 70,2           | 71,6          | 57,6          | 63,3          | 72,5            | 75,3          | 736,6      |

### Paysages
Pour un article plus général, voir Paysage en France.
La commune s'inscrit dans les « paysages des dunes de la mer du Nord » tels qu’ils sont définis dans l’atlas de paysages de la région Nord-Pas-de-Calais, conçu par la direction régionale de l'Environnement, de l'Aménagement et du Logement (DREAL),. 
Ces paysages concernent 23 communes du Nord et du Pas-de-Calais avec trois pôles d’attraction que sont Calais à l'ouest et Dunkerque à l’est et, dans une moindre mesure, Gravelines au centre où se trouve le delta du fleuve côtier l’Aa. On y distingue trois parallèles : la frange côtière avec son cordon dunaire ; l'ancienne route nationale 1 et l'Autoroute A16.
Ces paysages sont composés d’un cordon dunaire de 60 km typique des paysages nordiques et que l’on retrouve aux Pays-Bas et en Belgique. Ce cordon littoral datant du VIIIe siècle s’est constitué durant la dernière transgression marine et joue un rôle de digue en protégeant la plaine maritime de l’invasion de la mer. Sa taille n’excède pas, en largeur, quelques centaines de mètres et, en hauteur, une dizaine de mètres.
Une particularité de ces paysages est la présence de moëre (marais en flamand), point le plus bas du territoire français, avec une altitude de - 4 m. leur assèchement est entrepris dès 1619 par 23 moulins à vent qui vont pomper l’eau et l’acheminer vers la mer par des watringues. Ces polders, terres gagnées sur la mer,  ainsi constitués sont les plus anciens de l’Europe du Nord.
Les cultures ne représentent que 35 % de ces paysages des dunes de la mer du Nord.
Concernant l'activité humaine, à l’ouest de ces paysages se trouve : la région de Calais, avec le tunnel sous la Manche et l'activité portuaire de Calais tournée vers l’Angleterre ; à l’est, la zone urbaine de Dunkerque et ses installations portuaires et, au centre, la zone de Gravelines avec son port de plaisance et sa centrale nucléaire. 
Sur le plan de la biodiversité, on y observe de nombreux déplacements d’oiseaux marins, côtiers ou terrestres ainsi que des phoques veau-marin installés sur les bancs de sable.

## Urbanisme

### Typologie
Au 1er janvier 2024, Cappelle-la-Grande est catégorisée grand centre urbain, selon la nouvelle grille communale de densité à sept niveaux définie par l'Insee en 2022.
Elle appartient à l'unité urbaine de Dunkerque, une agglomération intra-départementale regroupant huit  communes, dont elle est une commune de la banlieue,,. Par ailleurs la commune fait partie de l'aire d'attraction de Dunkerque, dont elle est une commune du pôle principal,. Cette aire, qui regroupe 66 communes, est catégorisée dans les aires de 200 000 à moins de 700 000 habitants,.

### Occupation des sols
L'occupation des sols de la commune, telle qu'elle ressort de la base de données européenne d'occupation biophysique des sols Corine Land Cover (CLC), est marquée par l'importance des territoires agricoles (55,9 % en 2018), en diminution par rapport à 1990 (65,4 %). La répartition détaillée en 2018 est la suivante : 
terres arables (50,7 %), zones urbanisées (34,3 %), zones industrielles ou commerciales et réseaux de communication (9,6 %), prairies (5,2 %), forêts (0,2 %). L'évolution de l'occupation des sols de la commune et de ses infrastructures peut être observée sur les différentes représentations cartographiques du territoire : la carte de Cassini (XVIIIe siècle), la carte d'état-major (1820-1866) et les cartes ou photos aériennes de l'IGN pour la période actuelle (1950 à aujourd'hui).

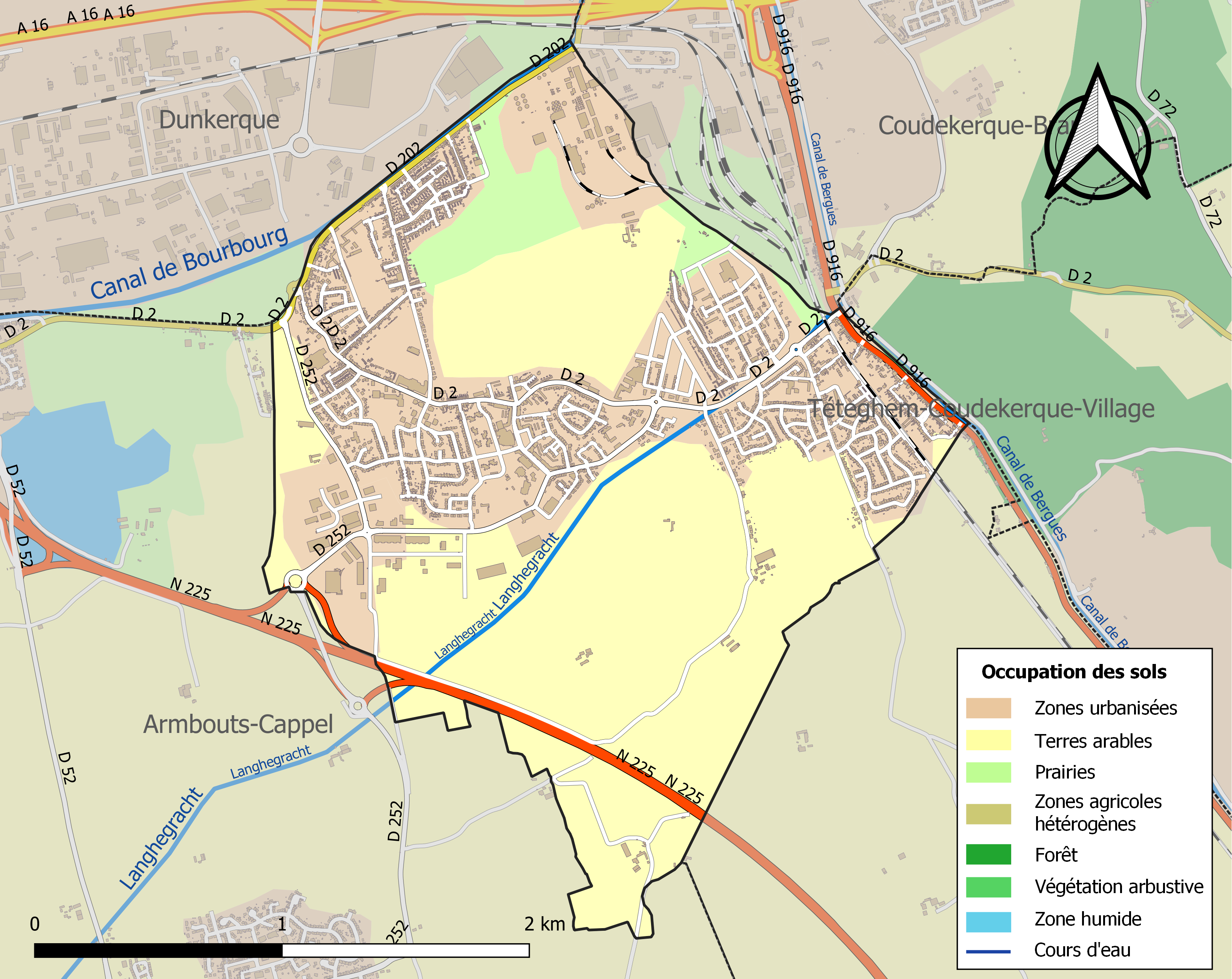
Carte des infrastructures et de l'occupation des sols de la commune en 2018 (CLC).

## Toponymie
Son nom vient du mot chapelle et désigne donc une chapelle établie en ce lieu. L'ajout de l'appellation « La Grande » au toponyme est dans le but de distinguer ce Cappelle des localités homonymes du département.
Le nom de la localité est attesté sous les formes Arembouts-Capple-Cappelle en 1469, Cappelle en 1814, Arembouts-Cappel-Cappelle en 1819, Cappelle-lez-Dunkerque en 1920 et  Cappelle-la-Grande par décret le 19 décembre 1920. C'est ainsi en 1921 que cette ancienne dépendance d'Armbouts-Cappel est devenue une commune indépendante.
La commune se nomme Kapelle - de Groote (/kapœlə/) en flamand occidental et Kapelle en néerlandais.

## Histoire

### Des origines à la fin des années 1950
Capelle dépendait de la châtellenie de Bergues.
Jusqu'au IXe siècle de notre ère, le territoire de Cappelle la Grande sort à peine la tête de l'eau. D'ailleurs, la presque totalité de la Flandre Maritime est constituée d'un vaste espace marécageux, très peu peuplé. À partir du Xe siècle débute le vaste mouvement de reconquête de la mer par les hommes et c'est alors que le territoire cappellois émerge véritablement. Pendant tout le Moyen Âge, Cappelle reste un petit hameau villageois agricole qui évolue au gré de l'histoire de la Flandre, puis de celle de la France. La paroisse est un temps détenue par la famille de Visch, dont un membre a fait partie des seigneurs de Capple.
Le 20 avril 1643, sont données à Madrid, (à l'époque la Flandre maritime était sous la domination de l'Espagne; elle devint progressivement française sous le roi Louis XIV), des lettres de chevalerie pour Jacques Schinckelle, écuyer, seigneur d'Ouderwerse, Gomuy, de Saint-Clément, Cappelle, échevin, bourgmestre et landthouter de la ville et châtellenie de Furnes, fils de Charles, écuyer et de Jeanne de Vos, dont les ancêtres ont rendu de bons et fidèles services au roi et à ses prédécesseurs.
En 1658 après la bataille des Dunes remportée par Turenne, Dunkerque devient anglaise. La possession anglaise recouvre non seulement la ville de Dunkerque mais aussi des territoires dont certains jusque là relevaient de la châtellenie de Bergues : Mardyck, Grande Synthe, Petite Synthe, une partie d'Armbouts-Cappel, Cappelle-la-Grande, une partie de Coudekerque, Téteghem, Uxem, Ghyvelde, Leffrinckoucke, Zuydcoote. En 1662, Louis XIV rachète ce territoire aux Anglais.
Au moment de la Révolution française, un ancien moine frère mineur capucin de Bourbourg, Joseph Augustin Vanuxem, accepte de prêter le serment de fidélité à la Constitution civile du clergé et devient prêtre constitutionnel de Capelle.
Avec le XXe siècle, sa révolution industrielle et ses nombreuses mutations, la cité entre dans l'ère de la modernité du progrès. De 135 habitants en 1789, Cappelle compte 1 000 administrés un peu plus d'un siècle plus tard en 1908. L'implantation de l'usine de Georges Lesieur en 1910 permet d'augmenter les besoins en main-d'œuvre.

#### Première Guerre mondiale
En 1916, pendant la Première Guerre mondiale, Cappelle a relevé du commandement d'étapes, c'est-à-dire un élément de l'armée organisant le stationnement de troupes, comprenant souvent des chevaux, pendant un temps plus ou moins long, sur les communes dépendant du commandement, en arrière du front, de Grand-Millebrugghe.
Capelle fait partie des communes du  commandement d'étapes de Spycker de janvier à juillet 1917 et a donc accueilli des troupes de passage, comme des zouaves en janvier 1917.
Elle a également été située en 1917-1918 dans le périmètre dirigé par le commandement d'étapes de Petite-Synthe et celui de Téteghem.
Le 26 mars 1917, au matin, 3 obus allemands sont tombés sur le territoire de la commune, le premier  sur une route, le second au passage à niveau des 7 Planètes et le troisième à 200 m de l'église. Il n'y a eu ni victimes ni dégâts.
C'est en 1920 que la commune prend son nom actuel de « Cappelle la Grande ». Au même moment se développe la cité des cheminots, « véritable ville dans la ville » et pépinière du mouvement associatif cappellois naissant.
Comme toute la région du Nord occupée, la ville souffre des deux guerres mondiales de 1914-1918 et 1939-1945. La période de reconstruction et les « Trente Glorieuses » font passer la commune du statut de village agricole à celui de ville périurbaine.

### Depuis les années 1960, une expansion rapide de la cité
Profitant du développement de l'industrie dans la région dunkerquoise au début des années 1960, Cappelle la Grande connaît une explosion démographique très rapide. La ville passe de 4 500 habitants en 1960 à presque 8 000 âmes dès 1975. Près de 1 200 logements sont construits en moins de quinze ans. De nouveaux équipements vont être proposés à la population dont un collège en 1968, un jardin public en 1977, une piscine, une MJC... Avec les années 1980, un centre-ville moderne est créé qui permet de relier les différents quartiers de la cité. Le symbole en est le Palais des Arts et des Loisirs inauguré en 1980. Ont suivi un beffroi de style flamand, une poste moderne, un planétarium en 1989 et le Palais de l'Univers en 1997 qui marquent l'ouverture de Cappelle la Grande au tourisme scientifique.
À l'aube du nouveau siècle, notre ville n'a cessé de se moderniser par les installations sportives avec, en 2002, la construction entre autres, du complexe sportif Roger Gouvart donnant l'opportunité à la population de s'initier à de nouvelles activités sportives, ce qui a impliqué l'agrandissement du Palais des Arts en 2005 afin de pouvoir accueillir dans de meilleures conditions de nombreuses associations comme l'école des Beaux-Arts, la chorale. Dans cette même période, la ville a vu l'apparition de nouveaux logements sociaux du centre-ville, le Hameau des sept planètes, les logements de la cité des Cheminots (rue Vatel) ainsi que le béguinage Marthe Marchyllie aménagé pour les anciens.
L'implantation de nombreuses sociétés a permis le développement de la zone économique de la Grande Porte. Depuis 1997, l'ampleur du Palais de l'Univers et de son planétarium a donné le jour au P.L.U.S. « Palais de l'Univers et des Sciences » inauguré en octobre 2009. Ce nouvel espace consacré à la culture et aux loisirs scientifiques montre une ville ouverte au monde.
Aujourd'hui, la ville compte 7 899 habitants. Elle fait partie de la communauté urbaine de Dunkerque (Dunkerque grand littoral).

### Héraldique
| Blason de la ville | Les armes de Cappelle-la-Grande se blasonnent ainsi, telles qu'elles sont décrites dans l'Armoriale des communes du département du Nord de T. Leuridan : « D'argent semé de croisettes recroisetée de sable, à deux bars adossés du même, et en chef un écusson d'or au chevron de sable. », mais les armoiries actuelles sont celles de Martin De Visch et se lisent ainsi : « D'argent à deux poissons pâmés, adossés en pal, de sable, l'écu semé de croisettes recroisetées, au pied fiché de même et en chef un écusson d'or au chevron de sable. » |

### Drapeau

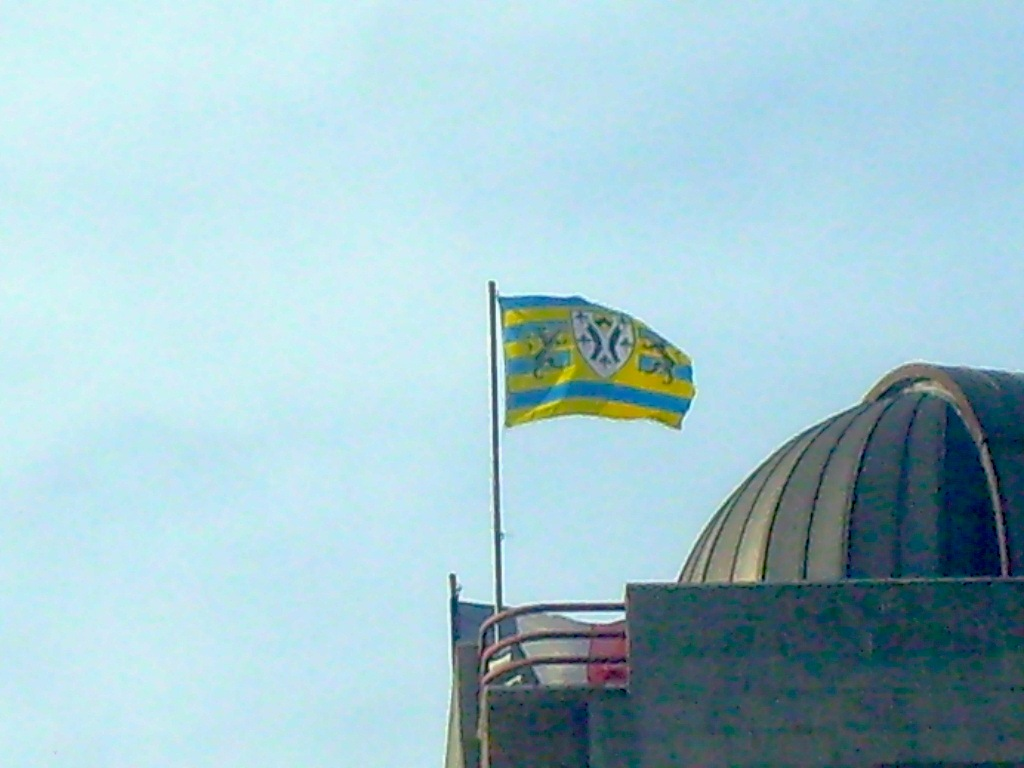
Le drapeau de la ville au sommet du beffroi

La ville de Cappelle-la-Grande dispose de son propre drapeau qui se décrit comme suit : fascé de huit pièces d'azur et d'or avec en son centre le blason de la ville avec à dextre et à senestre le lion des Flandres.

## Politique et administration

### Liste des maires
Les élections municipales du 15 mars 2020 ont vu la liste « Pour Cappelle et pour vous » menée par Julien Gokel l'emporter avec 75,95 % des suffrages devant la liste « Vivons Cappelle autrement » menée par Stéphane Gouvart avec 24,05 %.
Le 7 juillet 2024, Julien Gokel, élu député de la 13e circonscription du Nord, devant se conformer à la loi sur le non-cumul des mandats, transmet le 2 août 2024 son écharpe de maire à sa première adjointe, Sophie Agneray qui est élue par le conseil municipal.

## Population et société

### Démographie

#### Évolution démographique
L'évolution du nombre d'habitants est connue à travers les recensements de la population effectués dans la commune depuis 1793. Pour les communes de moins de 10 000 habitants, une enquête de recensement portant sur toute la population est réalisée tous les cinq ans, les populations de référence des années intermédiaires étant quant à elles estimées par interpolation ou extrapolation. Pour la commune, le premier recensement exhaustif entrant dans le cadre du nouveau dispositif a été réalisé en 2004.

En 2022, la commune comptait 7 865 habitants, en évolution de −0,29 % par rapport à 2016 (Nord : +0,51 %, France hors Mayotte : +2,11 %).
| 1793 | 1800 | 1806 | 1821 | 1831 | 1836 | 1841 | 1846 | 1851 |
| ---- | ---- | ---- | ---- | ---- | ---- | ---- | ---- | ---- |
| 191  | 304  | 257  | 286  | 279  | 303  | 297  | 311  | 291  |

| 1856 | 1861 | 1866 | 1872 | 1876 | 1881 | 1886 | 1891 | 1896 |
| ---- | ---- | ---- | ---- | ---- | ---- | ---- | ---- | ---- |
| 310  | 344  | 497  | 461  | 537  | 641  | 627  | 687  | 658  |

| 1901 | 1906 | 1911  | 1921  | 1926  | 1931  | 1936  | 1946  | 1954  |
| ---- | ---- | ----- | ----- | ----- | ----- | ----- | ----- | ----- |
| 688  | 786  | 1 115 | 1 494 | 2 142 | 2 317 | 2 559 | 2 157 | 3 156 |

| 1962  | 1968  | 1975  | 1982  | 1990  | 1999  | 2004  | 2006  | 2009  |
| ----- | ----- | ----- | ----- | ----- | ----- | ----- | ----- | ----- |
| 4 781 | 5 723 | 7 962 | 9 186 | 8 908 | 8 613 | 8 329 | 8 131 | 8 141 |

| 2014  | 2019  | 2022  | - | - | - | - | - | - |
| ----- | ----- | ----- | - | - | - | - | - | - |
| 7 874 | 7 920 | 7 865 | - | - | - | - | - | - |

#### Pyramide des âges
La population de la commune est relativement jeune.
En 2018, le taux de personnes d'un âge inférieur à 30 ans s'élève à 38,2 %, soit en dessous de la moyenne départementale (39,5 %). À l'inverse, le taux de personnes d'âge supérieur à 60 ans est de 22,8 % la même année, alors qu'il est de 22,5 % au niveau départemental.
En 2018, la commune comptait 3 789 hommes pour 4 120 femmes, soit un taux de 52,09 % de femmes, légèrement supérieur au taux départemental (51,77 %).
Les pyramides des âges de la commune et du département s'établissent comme suit.
| Hommes | Classe d’âge | Femmes |
| ------ | ------------ | ------ |
| 0,1    | 90 ou +      | 0,7    |
| 5,6    | 75-89 ans    | 8,3    |
| 14,1   | 60-74 ans    | 16,4   |
| 21,4   | 45-59 ans    | 19,5   |
| 19,5   | 30-44 ans    | 17,9   |
| 19,4   | 15-29 ans    | 17,6   |
| 19,8   | 0-14 ans     | 19,5   |

| Hommes | Classe d’âge | Femmes |
| ------ | ------------ | ------ |
| 0,5    | 90 ou +      | 1,4    |
| 5,3    | 75-89 ans    | 8,1    |
| 14,8   | 60-74 ans    | 16,2   |
| 19,1   | 45-59 ans    | 18,4   |
| 19,5   | 30-44 ans    | 18,7   |
| 20,7   | 15-29 ans    | 19,1   |
| 20,2   | 0-14 ans     | 18     |

## Energie
La commune a été choisie pour accueillir le démonstrateur du projet de Power-to-gas dénommé GRHYD mis en place dans la communauté urbaine de Dunkerque, inauguré en juin 2018 après 6 ans d'études et de préparation. Il vise à tester la « transformation » en hydrogène d'électricité non consommée au moment de sa production, avec injection de cet hydrogène dans le réseau de gaz naturel. Un nouveau quartier et le réseau de bus vont ainsi pouvoir bénéficier de la production d'hythane® (mélange d'hydrogène et de gaz naturel) et le système facilitera l'intégration des énergies renouvelables intermittentes dans le mix énergétique. Le potentiel du Power-to-Gas est estimé par l'Ademe à 30 TWh par an, pour la France métropolitaine à horizon 2035. Les partenaires français de ce projet coordonnés par Engie (ex-GDF Suez), dont le CEA, le Centre technique des industries aérauliques et thermiques (CETIAT), l'Ineris, Areva H2Gen (qui produit les électrolyseurs), McPhy (spécialiste des équipements utilisant l'hydrogène), Engie Inéo (pour la connectivité), GNVert (filiale d'Engie commercialisant du gaz naturel véhicule), GRDF, la communauté urbaine de Dunkerque et la STDE (Société des transports de Dunkerque et extensions).

Trois containers sont respectivement dédiés à l'étape d'électrolyse, au stockage et à l'injection dans le réseau. Ici l'hydrogène alimentera la chaufferie d'un centre de soins durant deux ans ainsi qu'environ 200 logements si tout se passe bien.

## Divers
Forte de la richesse de ses associations, la ville s'est construite et développée autour du Palais des arts et des Loisirs un centre-ville de style flamand pour dynamiser la commune au début des années 1980 ainsi que par la construction d'un beffroi. La ville se caractérise dans le tourisme scientifique avec le planétarium, le seul au nord de Paris et la construction du Palais de l'univers et des sciences (PLUS) ouvert depuis 2009, qui est devenu un équipement touristique et scientifique majeur appartenant à la Communauté Urbaine de Dunkerque.
Un marché hebdomadaire a lieu dans la commune le samedi matin.

## Lieux et monuments

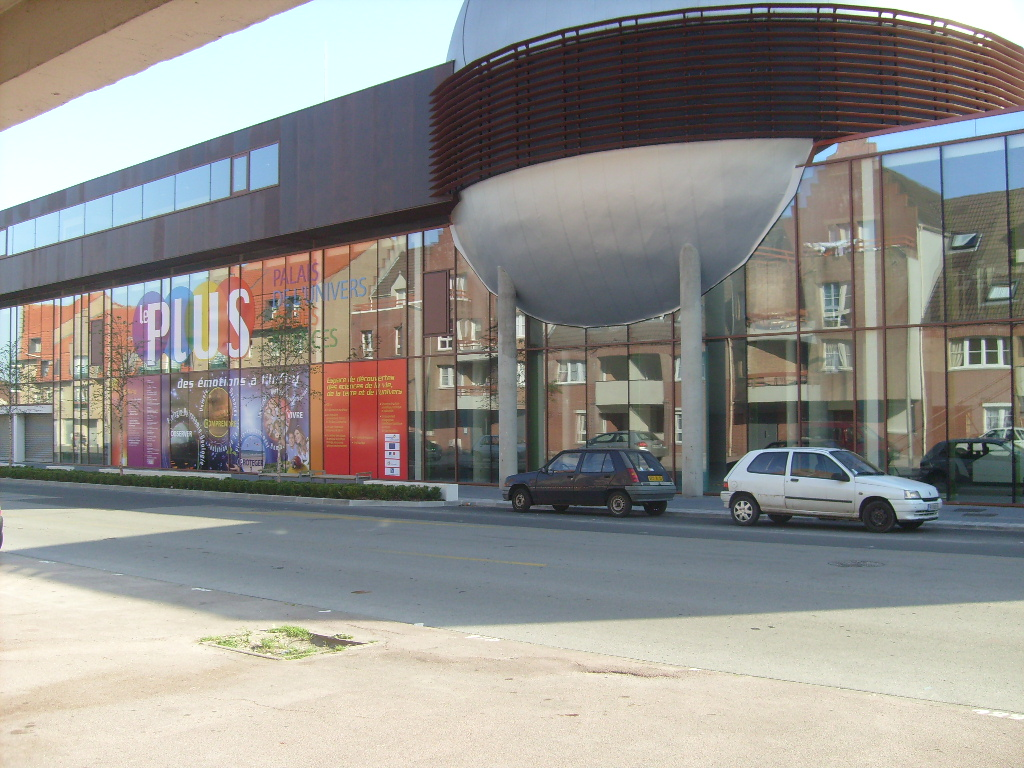
Palais de l'Univers et des Sciences.

- Palais de l'Univers et des Sciences de Cappelle-la-Grande, le PLUS, et son planétarium numérique (ouvert depuis 2009).
- Palais des Arts
- La stèle de la cité des cheminots

## Personnalités liées à la commune
- Albert Mahieu, Ministre de l'Intérieur, Vice-Président du Sénat, Président du Conseil général du Nord, maire de Rosendaël.
- Alain Vasseur, coureur cycliste français, Vainqueur des 4 Jours de Dunkerque 1969 et d'une étape du Tour de France en 1970.
- Sylvain Vasseur, coureur cycliste français, Vainqueur du Tour du Luxembourg en 1973
- Xavier Degans, Artiste peintre, sculpteur, mosaïste Dunkerquois qui a ouvert la première académie artistique de la ville et dont une rue porte le nom.
- Julien Gokel, Député de la 13ème circonscription du Nord, maire de Cappelle-la-Grande de 2020 à 2024, Conseiller Départemental du Nord de 2021 à 2024

## Clubs sportifs nationaux et évènements sportifs internationaux
Le ministère des sports a décompté 29 équipements sportifs sur le territoire de la commune en 2013.
- Tennis de table Cappellois en Nationale 3 masculine,
- L'Open international d'échecs, 350 participants, 30 pays.
- L'Échiquier Cappellois avec des équipes en Nationale I, III, IV et IV Jeunes

## Pour approfondir